# Yarin Hassan
Yarin Hassan (in ebraico ירין חסאן‎?; Natanya, 22 marzo 1994) è un calciatore israeliano, difensore svincolato.